# Svend Mikael Sne
Svend Mikael Sne (født 24. september 1920, død 11. august 2012) var en dansk filmkritiker og forfatter. Han var gift med skuespillerinden Aase Sonja Wolfsberg og fik sønnen Martin Sne. Svend Mikael Sne var mangeårig filmkritiker ved dagbladet Land og Folk 